# Ficus fuscescens
Ficus fuscescens är en mullbärsväxtart som först beskrevs av Frederik Michael Liebmann, och fick sitt nu gällande namn av Friedrich Anton Wilhelm Miquel. Ficus fuscescens ingår i släktet fikonsläktet, och familjen mullbärsväxter. Inga underarter finns listade i Catalogue of Life.